# Brasina
Brasina (izvirno srbsko Брасина) je naselje v Srbiji, ki upravno spada pod Občino Mali Zvornik; slednja pa je del Mačvanskega upravnega okraja.

## Demografija
V naselju, katerega izvirno (srbsko-cirilično) ime je Брасина, živi 1303 polnoletnih prebivalcev, pri čemer je njihova povprečna starost 38,6 let (37,6 pri moških in 39,7 pri ženskah). Naselje ima 524 gospodinjstev, pri čemer je povprečno število članov na gospodinjstvo 3,17.
To naselje je, glede na rezultate popisa iz leta 2002, večinoma srbsko, a v času zadnjih 3 popisov je opazen porast števila prebivalcev.
|  |

| Demografija | Demografija     | Demografija     |
| Leto        | Št. prebivalcev | Št. prebivalcev |
| ----------- | --------------- | --------------- |
|             |                 |                 |
|             |                 |                 |
|             |                 |                 |
|             |                 |                 |
| 1948        | 953             |                 |
| 1953        | 1098            |                 |
| 1961        | 1303            |                 |
| 1971        | 1410            |                 |
| 1981        | 1497            |                 |
| 1991        | 1592            | 1572            |
| 2002        | 1704            | 1663            |
|             |                 |                 |

| Etnična sestava po popisu iz leta 2002 | Etnična sestava po popisu iz leta 2002 | Etnična sestava po popisu iz leta 2002 | Etnična sestava po popisu iz leta 2002 | Etnična sestava po popisu iz leta 2002 |
| -------------------------------------- | -------------------------------------- | -------------------------------------- | -------------------------------------- | -------------------------------------- |
| Srbi                                   | Srbi                                   |                                        | 1.641                                  | 98,67%                                 |
| Hrvati                                 | Hrvati                                 |                                        | 3                                      | 0,18%                                  |
| Rusi                                   | Rusi                                   |                                        | 2                                      | 0,12%                                  |
| Muslimani                              | Muslimani                              |                                        | 1                                      | 0,06%                                  |
| Makedonci                              | Makedonci                              |                                        | 1                                      | 0,06%                                  |
| Jugoslovani                            | Jugoslovani                            |                                        | 1                                      | 0,06%                                  |
| Neznano                                | Neznano                                |                                        | 14                                     | 0,84%                                  |